# Přívětice
Přívětice (en allemand : Pschiwietitz) est une commune du district de Rokycany, dans la région de Plzeň, en République tchèque. Sa population s'élevait à 207 habitants en 2021.

## Géographie
Přívětice se trouve à 11 km au nord-nord-est de Rokycany, à 21 km au nord-est de Plzeň et à 65 km à l'ouest-sud-ouest de Prague.
La commune est limitée par Radnice, Skomelno, Vejvanov et Drahoňův Újezd au nord, par Lhota pod Radčem à l'est, par Těškov et Ozek au sud, et par Březina et Bezděkov à l'ouest.
La commune est dominée par une étroite crête montagneuse longue d'environ deux kilomètres appelée Radeč, dont le point culminant s'élève à 721 m. Autour de la crête s'étend une vaste zone forestière. 

## Histoire
La première mention écrite du village date de 1325.

## Administration
La commune se compose de deux sections :
- Přívětice
- Sklená Huť

## Transports
Par la route, Přívětice se trouve à 11 km de Radnice, à 13 km de Rokycany, à 24 km de Plzeň et à 78 km de Prague.